# Конвой HG 76
Конвой HG 76 (англ. Convoy HG 76) — 76-й атлантичний конвой серії HG у кількості 32 транспортних суден, що у супроводженні союзних кораблів ескорту прямував від Гібралтару до британських морських портів. Конвой вийшов 14 грудня 1941 року з Гібралтару та прибув до Ліверпуля 30 грудня 1941 року.
Конвой HG 76 був відомий тим, що при його проведенні силами ескорту було знищено п'ять німецьких підводних човнів (справжня кількість стала відома британцям лише після війни).
Два літаки далекої розвідки Fw 200 «Кондор» були збиті винищувачами «Матліт», що базувалися на британському ескортному авіаносці «Одасіті» (перероблене на авіаносець трофейний німецьке вантажне судно «Ганновер»). «Одасіті» був потоплений під час переходу конвою разом з одним есмінцем і двома торговими суднами, втім, незважаючи на втрату авіаносця супроводу, це вважалося першою великою перемогою союзників при проходженні конвою у ході битви за Атлантику.

## Кораблі та судна конвою HG 76[1]

### Транспортні судна
Позначення
| Назва                 | Прапор          | Тоннаж (GRT) | Прим.                                             |
| --------------------- | --------------- | ------------ | ------------------------------------------------- |
| Adjutant (1922)       | Велика Британія | 1 931        |                                                   |
| Algerian (1924)       | Велика Британія | 2 315        |                                                   |
| Annavore (1921)       | Норвегія        | 3 324        | 21 грудня потоплено U-567                         |
| Baron Newlands (1928) | Велика Британія | 3 386        |                                                   |
| Benwood (1910)        | Норвегія        | 3 931        |                                                   |
| Blairatholl (1925)    | Велика Британія | 3 319        |                                                   |
| Cisneros (1926)       | Велика Британія | 1 886        |                                                   |
| Clan Macinnes (1920)  | Велика Британія | 4 672        |                                                   |
| Cressado (1913)       | Велика Британія | 1 228        | судно контрадмірала О. Доусона                    |
| Disa (1918)           | Швеція          | 2 002        |                                                   |
| Empire Darwin (1941)  | Велика Британія | 6 765        | КАТ судно                                         |
| Fagersten (1921)      | Норвегія        | 2 342        |                                                   |
| Finland (1939)        | Велика Британія | 1 375        |                                                   |
| Fylingdale (1924)     | Велика Британія | 3 918        |                                                   |
| Lago (1929)           | Норвегія        | 2 552        |                                                   |
| Lisbeth (1922)        | Норвегія        | 2 732        |                                                   |
| Meta (1930)           | Велика Британія | 1 575        |                                                   |
| Ocean Coast (1935)    | Велика Британія | 1 173        |                                                   |
| Ogmore Castle (1919)  | Велика Британія | 2 481        |                                                   |
| Ottinge (1940)        | Велика Британія | 2 870        |                                                   |
| Ousel (1922)          | Велика Британія | 1 533        |                                                   |
| Portsea (1938)        | Велика Британія | 1 583        |                                                   |
| Ruckinge (1921)       | Велика Британія | 2 869        | 21 грудня потоплено U-108                         |
| San Gorg (1919)       | Велика Британія | 615          |                                                   |
| Sheaf Crown (1929)    | Велика Британія | 4 868        |                                                   |
| Shuna (1937)          | Велика Британія | 1 575        |                                                   |
| Spero (1922)          | Велика Британія | 1 589        | судно віцеадмірала Р. Фіцморіса (комодора конвою) |
| Switzerland (1922)    | Велика Британія | 1 291        |                                                   |
| Thyra (1925)          | Швеція          | 1 796        |                                                   |
| Tintern Abbey (1939)  | Велика Британія | 2 471        |                                                   |
| Vanellus (1921)       | Велика Британія | 1 886        |                                                   |

### Кораблі ескорту
| Назва         | Прапор                                  | Тип корабля                                               | Прим.                                            |
| ------------- | --------------------------------------- | --------------------------------------------------------- | ------------------------------------------------ |
| «Одасіті»     | Військово-морські сили Великої Британії | ескортний авіаносець                                      | 14-21 грудня; 21 грудня потоплений U-751         |
| «Блек Свон»   | Військово-морські сили Великої Британії | шлюп типу «Блек Свон»                                     | 14-16 грудня                                     |
| «Бланкні»     | Військово-морські сили Великої Британії | ескортний міноносець типу «Хант»                          | 14-18 грудня                                     |
| «Кемпіон»     | Військово-морські сили Великої Британії | корвет типу «Флавер»                                      | 15-16 грудня                                     |
| «Карнашон»    | Військово-морські сили Великої Британії | корвет типу «Флавер»                                      | 14-15 грудня                                     |
| «Колтсфут»    | Військово-морські сили Великої Британії | корвет типу «Флавер»                                      | 16 грудня                                        |
| «Конволвулус» | Військово-морські сили Великої Британії | корвет типу «Флавер»                                      | 14-30 грудня                                     |
| «Дептфорд»    | Військово-морські сили Великої Британії | шлюп типу «Грімсбі»                                       | 14-22 грудня                                     |
| «Ексмур»      | Військово-морські сили Великої Британії | ескортний міноносець типу «Хант»                          | 14-18 грудня                                     |
| «Фої»         | Військово-морські сили Великої Британії | шлюп типу «Шоргам»                                        | 14-16 грудня                                     |
| «Гарденія»    | Військово-морські сили Великої Британії | корвет типу «Флавер»                                      | 14-19 грудня                                     |
| «Гесперус»    | Військово-морські сили Великої Британії | ескадрений міноносець типу «H»                            | 16 грудня                                        |
| «Джонквіл»    | Військово-морські сили Великої Британії | корвет типу «Флавер»                                      | 14-30 грудня                                     |
| «Ла Мало»     | Військово-морські сили Великої Британії | корвет типу «Флавер»                                      | 14-16 грудня                                     |
| «Меріголд»    | Військово-морські сили Великої Британії | корвет типу «Флавер»                                      | 14-30 грудня                                     |
| «Пентстемон»  | Військово-морські сили Великої Британії | корвет типу «Флавер»                                      | 14-30 грудня                                     |
| «Семфір»      | Військово-морські сили Великої Британії | корвет типу «Флавер»                                      | 14-30 грудня                                     |
| «Стенлі»      | Військово-морські сили Великої Британії | ескадрений міноносець типу «Таун»                         | 14-19 грудня; 19 грудня потоплений U-574         |
| «Сторк»       | Військово-морські сили Великої Британії | шлюп типу «Біттерн»                                       | 14-22 грудня; 22 грудня зіткнувся з «Дептфордом» |
| «Венок»       | Військово-морські сили Великої Британії | ескадрений міноносець «Адміралті» типу «V»                | 23-29 грудня                                     |
| «Ванквішер»   | Військово-морські сили Великої Британії | ескадрений міноносець «Адміралті» типу «V»                | 23-29 грудня                                     |
| «Ветч»        | Військово-морські сили Великої Британії | корвет типу «Флавер»                                      | 14-30 грудня                                     |
| «Волонтір»    | Військово-морські сили Великої Британії | ескадрений міноносець «Модифікований Адміралті» типу «W»  | 25-29 грудня                                     |
| «Вітч»        | Військово-морські сили Великої Британії | ескадрений міноносець «Модифікований Торнікрофт» типу «W» | 23-29 грудня                                     |

## Підводні човни, що брали участь в атаці на конвой
| Назва | Тип        | Командир                                 | Результати атаки |
| ----- | ---------- | ---------------------------------------- | --- |
| U-67  | типу IX C  | корветтен-капітан Гюнтер Мюллер-Штекгайм | не здобув перемоги |
| U-107 | типу VII B | капітан-лейтенант Гаральд Гельгаус       | не здобув перемоги |
| U-108 | типу VII B | корветтен-капітан Клаус Шольц            | 21 грудня потопив Ruckinge |
| U-131 | типу IX C  | корветтен-капітан Аренд Бауманн          | 17 грудня потоплений північно-східніше Мадейри глибинними бомбами та артилерійським вогнем британських есмінців «Ексмур», «Бленкні», «Стенлі», корвету «Пенстемон», шлюпу «Сторк» та вогнем «Вайлдкета» з ескортного авіаносця «Одасіті» |
| U-434 | типу VII C | капітан-лейтенант Вольфганг Гейда        | 18 грудня потоплений північніше Мадейри глибинними бомбами британських есмінців «Бленклі» та «Стенлі» |

| Назва | Тип        | Командир                                | Результати атаки |
| ----- | ---------- | --------------------------------------- | --- |
| U-71  | типу VII C | корветтен-капітан Вальтер Флаксенберг   | не здобув перемоги |
| U-125 | типу IX C  | капітан-лейтенант Ульріх Фолькерс       | не атакував |
| U-127 | типу VII C | корветтен-капітан Бруно Гансманн        | 15 грудня потоплений західніше Гібралтару глибинними бомбами австралійського есмінця «Нестор»                                                      |
| U-567 | типу VII C | капітан-лейтенант Енгельберт Ендрасс    | 21 грудня потопив Annavore, але того ж дня був потоплений британським шлюпом «Дептфорд»                                                            |
| U-574 | типу VII C | оберлейтенант-цур-зее Дітріх Гендельбах | 19 грудня потопив есмінець «Стенлі», але того ж дня був потоплений східніше Понта-Делгада тараном та глибинними бомбами британського шлюпу «Сторк» |
| U-751 | типу VII C | капітан-лейтенант Гергард Бігальк       | 21 грудня потопив ескортний авіаносець «Одасіті»                                                                                                   |